# Faculty of Natural Sciences
|  | Sammenskrivningsforslag Artiklen Faculty of Natural Sciences er foreslået føjet ind i Det Naturvidenskabelige Fakultet (Aarhus Universitet). (Siden august 2021) Diskutér forslaget |

Faculty of Natural Sciences også kaldet Natural Sciences er et af de fire fakulteter ved Aarhus Universitet. Faculty of Natural Sciences er det naturvidenskabelige fakultet og omfatter fagområderne:
Biologi, fysik og astronomi, kemi, geologi, matematik, datalogi, molekylærbiologi og nanoscience. Dekanen for fakultet er Kristian Pedersen.
Fakultetet er dannet pr. 1. januar 2020 ved en opdeling af det tidligere Faculty of Science and Technology. Faculty of Natural Sciences har ca. 3.300 studerende og 1.400 ansatte.
Fakultetet beskæftiger sig med forskning, myndighedsbetjening og uddannelse på bachelor-, kandidat-, og Ph.D-niveau.
Udover dette hører Science museerne Botanisk have, Steno museet, Ole Rømer-Observatoriet og Herbariet til Faculty of Natural Sciences, som til sammen har 80.000 besøgende årligt

## Centre og institutter som Natural Sciences består af:[3]
- Institut for Biologi[4]
- Institut for Datalogi
- Institut for Fysik og Astronomi
- Institut for Geoscience
- Institut for Kemi[5]
- Institut for Matematik
- Interdisciplinært Nanoscience Center (iNANO)[6]
- Institut for Molekylærbiologi og Genetik[7]

## Bacheloruddannelser på Faculty of Natual Sciences:[3]
- Biologi
- Datalogi
- Datavidenskab
- Fysik
- Geoscience
- It-produktudvikling
- Kemi
- Matematik
- Matematik-økonomi
- Medicinalkemi
- Molekylærbiologi
- Molekylær medicin
- Nanoscience

## Kandidatuddannelser på Faculty of Natual Sciences:[3]
- Astronomi
- Bioinformatik
- Biologi
- Datalogi
- Fysik
- Geofysik
- Geologi
- It-produktudvikling
- Kemi
- Matematik
- Matematik-økonomi
- Medicinalkemi
- Molekylærbiologi
- Molekylær medicin
- Nanoscience
- Statistik
- Videnskabsstudier

## Ph.D.-programmer på Faculty of Natual Sciences:[3]
- Biology
- Chemistry
- Computer Science
- Geoscience
- Mathematics
- Molecular Biology and Genetics
- Nanoscience
- Physic and Astronomy

## External links
- Officiel hjemmeside (Webside ikke længere tilgængelig)